# Rocío Peláez
Rocío Peláez (Priego, 20 gennaio 1987) è un'attrice spagnola.

## Carriera
È nota principalmente per la sua partecipazione alla serie tv Yo soy Bea (2006) e al film Un mundo cuadrado (2011).

## Filmografia

### Cinema
- Un mundo cuadrado (2011)

### Televisione
- ¿Y a mí quién me cuida? (2007)
- Yo soy Bea (2008-2009)
- La última guardia (2010)
- Hospital Central (2011)
- Il segreto (2011)
- Il Principe - Un amore impossibile (2014)

### Cortometraggi
- 70m2 (2010)
- Jaque (2012)
- Back up (2014)